# جيمس شيبارد
جيمس شيبارد هو لاعب هوكي الجليد كندي، ولد في 25 أبريل 1988 في هاليفاكس في كندا.

## وصلات خارجية
- جيمس شيبارد على موقع دوري الهوكي الوطني (الإنجليزية)
- جيمس شيبارد على موقع EliteProspects.com (الإنجليزية)
- جيمس شيبارد على موقع HockeyDB.com (الإنجليزية)
- جيمس شيبارد على موقع Hockey-Reference.com (الإنجليزية)